# José Reyes (giocatore di baseball)
Jose Bernabé Reyés (Santiago, 11 giugno 1983) è un ex giocatore di baseball dominicano con cittadinanza statunitense.
Il 4 aprile 2018, Reyes e sua moglie sono diventati cittadini statunitensi.

## Minor League (MiLB)
Reyes firmò il 16 agosto 1999 come free agent amatoriale con i Mets. Nel 2000 iniziò a livello rookie con i Kingsport Mets dell'Appalachian League "APP", finendo con .250 alla battuta, .359 in base, nessun fuoricampo, 8 RBI, 10 basi rubate e 22 punti in 49 partite (132 AB). Nel 2001 giocò a livello A con i Capital City Bombers della South Atlantic League "SALL", finendo con .307 alla battuta, .337 in base, 5 fuoricampo, 48 RBI, 30 basi rubate e 71 punti in 108 partite (407 AB).
Nel 2002 giocò con 2 squadre finendo con .288 alla battuta, .343 in base, 8 fuoricampo, 62 RBI, 58 basi rubate e 104 punti in 134 partite (563 AB). Nel 2003 giocò a livello AAA con i Norfolk Tides della International League "INT", terminando con .269 alla battuta, .333 in base, nessun fuoricampo, 13 RBI, 26 basi rubate e 28 punti in 42 partite (160 AB).
Nel 2004 giocò con 2 squadre finendo con .195 alla battuta, .227 in base, nessun fuoricampo, 4 RBI, 5 basi rubate e 5 punti in 10 partite (41 AB). Nel 2010 giocò a livello A+ con i St. Lucie Mets della Florida State League "FSL", finendo con .000 alla battuta e .000 in base, nessun fuoricampo, un RBI, nessuna base rubuta e nessun punto in una partita (4 AB).
Nel 2011 giocò con 2 squadre finendo con .333 alla battuta, .385 in base, un fuoricampo, un RBI, nessuna base rubata e 4 punti in 4 partite (12 AB). Nel 2013 giocò con 2 squadre terminando con .414 alla battuta, .414 in base, nessun fuoricampo, 2 RBI, 2 basi rubate e 6 punti in 7 partite (29 AB).
Nel 2014 giocò a livello A+ con i Dunedin Blue Jays della FSL finendo con .000 alla battuta, .250 in base, nessun fuoricampo, un RBI, nessuna base rubata e 3 punti in 2 partite (6 AB). Nel 2015 giocò a livello AAA con i Buffalo Bisons della INT, finendo con .364 alla battuta, .462 in base, nessun fuoricampo, 2 RBI, nessuna base rubata e 2 punti in 3 partite (11 AB).
Nel 2016 giocò con 3 squadre differenti finendo con .247 alla battuta, .356 in base, 2 fuoricampo, 5 RBI, 6 basi rubate e 16 punti in 22 partite (73 AB).

## Major League (MLB)

### New York Mets (2003-2011)

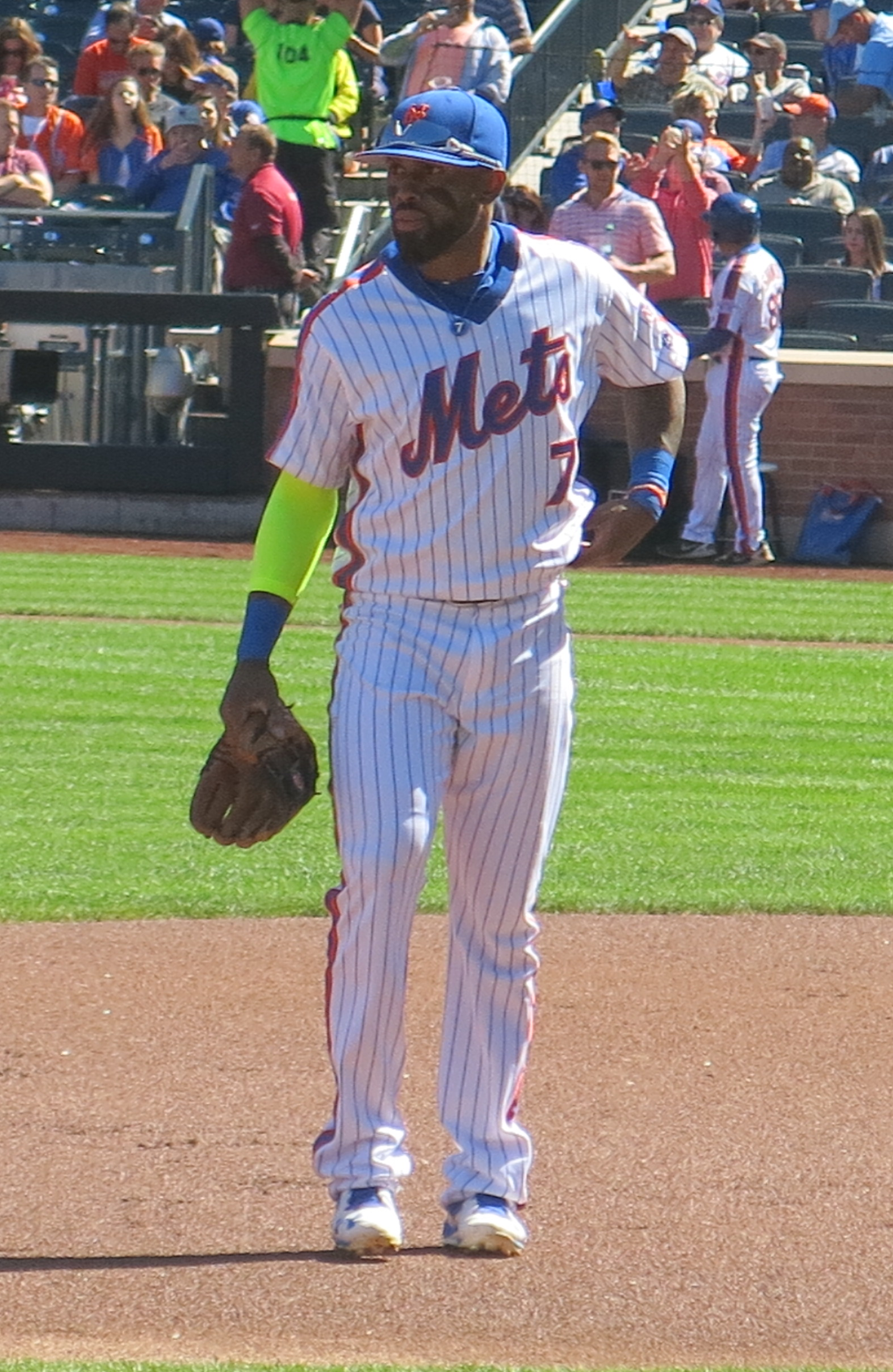
Reyes con i Mets nel 2016

Il 10 giugno 2003 debuttò nella MLB al Globe Life Park di Arlington, contro i Texas Rangers. Finì con .307 alla battuta, .334 in base, 5 fuoricampo, 32 RBI, 13 basi rubate e 47 punti in 69 partite (274 AB). Nel 2004 finì con .255 alla battuta, .271 in base, 2 fuoricampo, 14 RBI, 19 basi rubate e 33 punti in 53 partite (220 AB).
Nel 2005 finì con .273 alla battuta, .300 in base, 7 fuoricampo, 58 RBI, 60 basi rubate (1º della NL) e 99 punti in 161 partite (5º della NL) (696 AB, 1º della NL). Il 1º agosto 2006 firmò un contratto di 4 anni per un totale di 23,25 milioni di dollari, chiudendo con .300 alla battuta, .354 in base, 19 fuoricampo, 81 RBI, 64 basi rubate (1º della NL) e 122 punti (4º della NL) in 153 partite (647 AB). Ottenne il titolo della division East della NL.
Nel 2007 chiuse con .280 alla battuta, .354 in base, 12 fuoricampo, 57 RBI, 78 basi rubate (1º della NL) e 119 punti (4º della NL) in 160 partite (681 AB, 2º della NL). Nel 2008 finì con .297 alla battuta, .358 in base, 16 fuoricampo, 68 RBI, 56 basi rubate (2º della NL) e 113 punti (5º della NL) in 159 partite (688 AB, 1º della NL).
Il 21 maggio 2009 venne inserito nella lista infortuni (15 giorni) per una tendinite al polpaccio destro, il 14 ottobre venne reinserito in 1ª squadra. Finì la stagione con .279 alla battuta, .335 in base, 2 fuoricampo, 15 RBI, 11 basi rubate e 18 punti in 36 partite (147 AB). Il 26 marzo 2010 venne inserito nella lista infortuni (15 giorni) per un disturbo alla tiroide. L'8 aprile venne mandato ai St. Lucie Mets nella MiLB per iniziare la riabilitazione. Dopo soli 2 giorni ritornò a giocare in MLB. Finì con .282 alla battuta, .321 in base, 11 fuoricampo, 54 RBI, 30 basi rubate e 83 punti in 133 partite (563 AB).
Il 3 novembre 2010 i Mets esercitarono l'opzione di 11 milioni di dollari per la stagione 2011. Il 3 luglio 2011 venne inserito nella lista infortuni (15 giorni) per uno stiramento ai muscoli ischiocrurali della gamba sinistra. Il 18 luglio venne mandato ai Brooklyn Cyclones della MiLB per la riabilitazione. Il giorno seguente tornò a giocare con i Mets. L'8 agosto venne nuovamente inserito nella lista infortuni (15 giorni) con lo stesso problema muscolare. Il 25 dello stesso mese venne mandato ai Binghamton Mets della MiLB, il 29 venne reinserito nel roster dei Mets. Chiuse con .337 alla battuta (1º della NL), .384 in base, 7 fuoricampo, 44 RBI, 39 basi rubate e 101 punti (5º della NL) in 126 partite (537 AB). Il 30 ottobre divenne free agent.

### Miami Marlins (2012)
Il 4 dicembre 2011 firmò un contratto di 6 anni per 106 milioni di dollari. Finì con .287 alla battuta, .328 in base, 11 fuoricampo, 57 RBI, 40 basi rubate (3º della NL) e 86 punti in 160 partite (3º della NL) (642 AB, 2º della NL). Il 13 novembre venne ceduto insieme al seconda base Emilio Bonifacio, il lanciatore destro Josh Johnson, il lanciatore sinistro Mark Buehrle e il ricevitore John Buck ai Toronto Blue Jays per il lanciatore sinistro Justin Nicolino, il ricevitore Jeff Mathis, l'esterno centrale Jake Marisnick, l'interbase Adeiny Hechavarria e Yunel Escobar e il lanciatore destro Henderson Alvarez e Anthony DeSclafani.

### Toronto Blue Jays (2013-2015)
Il 13 aprile 2013 venne inserito nella lista infortuni (15 giorni) per una distorsione alla caviglia sinistra, il 23 venne inserito sulla lista dei 60 giorni, il 17 giugno venne mandato ai Dunedin Blue Jays della MiLB per la riabilitazione, il 21 venne spostato ai Buffalo Bisons, il 26 venne reinserito in MLB. Finì con .296 alla battuta, .353 in base, 10 fuoricampo, 37 RBI, 15 basi rubate e 58 punti in 93 partite (382 AB). Il 1º aprile 2014 venne inserito nella lista infortuni (15 giorni) per una infiammazione ai muscoli ischiocrurali della gamba sinistra, il 15 venne mandato ai Dunedin Blue Jays, il 19 ritornò in MLB. Finì la stagione con .287 alla battuta, .328 in base, 9 fuoricampo, 51 RBI, 30 basi rubate e 94 punti in 143 partite (610 AB).

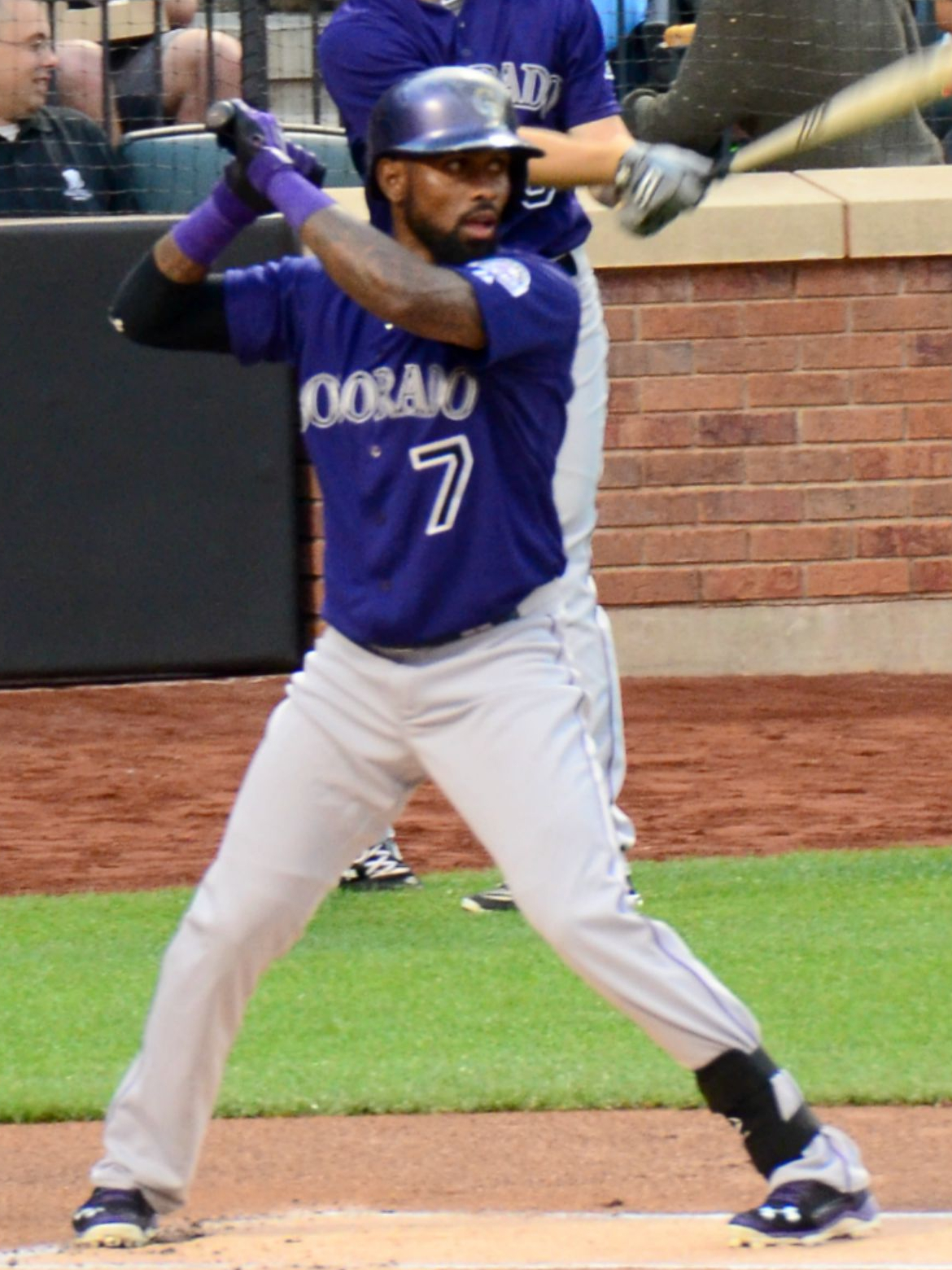
Reyes con i Rockies nel 2015

Il 28 aprile 2015 venne inserito nella lista infortuni (15 giorni) per la rottura di una costola nel lato sinistro. Il 21 maggio venne mandato nei Bisons della MiLB, il 25 venne reinserito in 1ª squadra. Il 28 luglio venne ceduto insieme al lanciatore destro Jeff Hoffman, Miguel Castro e Jesus Tinoco ai Colorado Rockies per l'interbase Troy Tulowitzki e il lanciatore destro LaTroy Hawkins, terminando con i Blue Jays con .285 alla battuta, .322 in base, 4 fuoricampo, 34 RBI, 16 basi rubate e 36 punti in 69 partite (288 AB).

### Colorado Rockies (2015)
Il 29 luglio 2015 venne inserito nel roster dei Rockies, Finì con .259 alla battuta, .291 in base, 3 fuoricampo, 19 RBI, 8 basi rubate e 21 punti in 47 partite (193 AB). Il 23 febbraio 2016 venne sospeso per 51 partite a causa di un'accusa di violenza domestica. Il 1º giugno venne mandato agli Albuquerque Isotopes della MiLB, il 15 venne designato per una nuova assegnazione e il 23 giugno venne definitivamente rilasciato.

### Ritorno ai Mets (2016-2018)
Il 25 giugno 2016 venne firmato con un contratto da minor league dai Mets. Il 26 venne assegnato ai Cyclones della MiLB e il 28 venne spostato ai Binghamton Mets. Il 5 luglio venne chiamato per giocare in MLB, ma il 27 venne inserito nella lista infortuni (15 giorni) per uno stiramento al muscolo laterale sinistro. L'11 agosto venne mandato ai Cyclones per la riabilitazione e dopo soli 2 giorni ritornò a giocare in MLB. Finì con .267 alla battuta, .326 in base, 8 fuoricampo, 24 RBI, 9 basi rubate e 45 punti in 60 partite (255 AB), battendo con una distanza media in lunghezza di 222,95 feet e 35,54 feet in altezza. Il 3 novembre i Mets esercitarono l'opzione di rifirmarlo per il minimo salariale per la nuova stagione 2017.
Il 26 gennaio 2018 Reyes rifirmò con i Mets; un contratto di 2 milioni valido per un anno. Divenne free agent al termine della stagione 2018.

### Ritiro (2020)
Il 29 luglio 2020, Reyes annunciò tramite il suo account Twitter, il ritiro ufficiale dal baseball professionistico.

## Nazionale
Con la nazionale di baseball della Repubblica Dominicana ha disputato le prime quattro edizioni del World Baseball Classic dal 2006 al 2017. Nell'edizione 2013 vinse la medaglia d'oro assieme alla sua nazionale.

## Palmarès

### Individuale
- MLB All-Star: 4

2006, 2007, 2010, 2011
- Silver Slugger Award: 1

2006
- Miglior battitore della National League: 1

2011
- Leader della NL in basi rubate: 3

2005, 2006, 2007
- Leader della NL in valide: 1

2008
- Giocatore del mese della NL: 1

aprile 2007
- Giocatore della settimana della NL: 2

18 giugno 2006, 25 giugno 2006

### Nazionale
- World Baseball Classic:  Medaglia d'Oro

Team Rep. Dominicana: 2013